# Franzl Lang
Franz "Franzl" Lang (Munique, 28 de dezembro de 1930 – Munique, 6 de dezembro de 2015) foi um músico e cantor alemão, conhecido como "Rei do Iodel".
Lang também cantava e tocava violão e acordeão e foi o autor de diversos livros de Iodelei. O gênero de Lang é a música folk alemã; Ele cantava tipicamente no dialeto bávaro das regiões rurais alpinas (montanhas).